# Hardtkopf (Eifel)
Der Hardtkopf im Eifelkreis Bitburg-Prüm (Rheinland-Pfalz) ist ein Berg der Südeifel und mit 601,5 m ü. NN die höchste Erhebung am Rand der Prümer Kalkmulde.
Der Hardtkopf erhebt sich im Südteil des Naturparks Hohes Venn-Eifel südlich von Prüm und nordwestlich von Schönecken zwischen den Dörfern Ellwerath (zu Rommersheim) im Norden und Oberlauch im Süden. Westlich des Bergs entspringt der kleine Prüm-Zufluss Hennebach.
Vom Hardtkopfgipfel überblickt man die gesamte Prümer Kalkmulde und die Schönecker Schweiz. Bei gutem Wetter ist Fernsicht bis an den Rand des etwa 60 km südöstlich gelegenen Hunsrück möglich. Bis zum Anfang des 20. Jahrhunderts stand auf dem Berg ein Aussichtsturm. Dort befinden sich derzeit je ein Sendeturm und Wasserbehälter.